# Armour (Dakota del Sur)
Armour es una ciudad ubicada en el condado de Douglas en el estado estadounidense de Dakota del Sur. En el Censo de 2010 tenía una población de 699 habitantes y una densidad poblacional de 283,2 personas por km².

## Geografía
Armour se encuentra ubicada en las coordenadas 43°19′10″N 98°20′39″O / 43.31944, -98.34417. Según la Oficina del Censo de los Estados Unidos, Armour tiene una superficie total de 2.47 km², de la cual 2.44 km² corresponden a tierra firme y (0.94%) 0.02 km² es agua.

## Demografía
Según el censo de 2010, había 699 personas residiendo en Armour. La densidad de población era de 283,2 hab./km². De los 699 habitantes, Armour estaba compuesto por el 95.71% blancos, el 0% eran afroamericanos, el 2.72% eran amerindios, el 0.29% eran asiáticos, el 0% eran isleños del Pacífico, el 0% eran de otras razas y el 1.29% pertenecían a dos o más razas. Del total de la población el 0.57% eran hispanos o latinos de cualquier raza.